# Paris-Roubaix 1928
La 29e édition de la course cycliste Paris-Roubaix a lieu le 8 avril 1928 et est remportée par le Français André Leducq, qui bat au sprint les Belges Georges Ronsse et Charles Meunier.

## Déroulement de la course
Le début de course est animé par de nombreuses attaques. Durant la traversée d'Arras, le Belge Georges Ronsse s'échappe. Son compatriote Charles Meunier et le Français Charles Pélissier le rattrapent avant Hénin-Liétard, suivi de Gaston Rebry et André Leducq.
À 25 kilomètres de l'arrivée, Leducq subit une crevaison. Il en profite pour changer de développement, passant du pignon à 18 dents à celui de 17, et se lance à la poursuite de ses camarades de la tête de course. Défaillant, Pélissier quitte la course à cinq kilomètres de Roubaix. Rebry est également distancé, victime d'après lui d'une colique. Trois coureurs arrivent ainsi avenue des Villas pour se disputer la victoire : Leducq, Ronsse et Meunier. Ce dernier est la surprise de la course, et ses capacités au sprint sont méconnues. Georges Ronsse s'en méfie et lance le sprint de loin. André Leducq se place dans sa roue et vient le dépasser à 50 mètres de la ligne de d'arrivée. Ronsse prend la deuxième place, Meunier la troisième. Gaston Rebry arrive avec vingt secondes de retard.
C'est la première victoire majeure de la carrière professionnelle d'André Leducq, champion du monde amateur en 1924. Il confirme son bon Tour de France 1927 (4e). Il remporte par la suite deux fois la « grande boucle » et devient le coureur français le plus populaire des années 1930. Il est le premier Français à remporter Paris-Roubaix depuis Henri Pélissier en 1919.

## Classement final
|    | Cycliste         | Équipe         | Temps              |
| -- | ---------------- | -------------- | ------------------ |
| 1  | André Leducq     | Alcyon-Dunlop  | en 7 h 44 min 00 s |
| 2  | Georges Ronsse   | Automoto       | + 0 s              |
| 3  | Charles Meunier  | JB Louvet      | + 0 s              |
| 4  | Gaston Rebry     | Alcyon-Dunlop  | + 0 s              |
| 5  | Achille Souchard | -              | + 50 s             |
| 6  | Jules Van Hevel  | -              | + 2 min 35 s       |
| 7  | Louis Delannoy   | Armor          | + 2 min 40 s       |
| 8  | Maurice Bonney   | Dilecta-Wolber | + 2 min 55 s       |
| 9  | Hector Martin    | JB Louvet      | + 4 min 49 s       |
| 10 | Georges Cuvelier | Roold          | + 4 min 49 s       |